# TW Водолея
TW Водолея (лат. TW Aquarii) — одиночная переменная звезда в созвездии Водолея на расстоянии (вычисленном из значения параллакса) приблизительно 4706 световых лет (около 1443 парсеков) от Солнца. Видимая звёздная величина звезды — от +13,5m до +11,9m.

## Характеристики
TW Водолея — красная пульсирующая медленная неправильная переменная звезда (LB) спектрального класса M5 или M6. Эффективная температура — около 3293 К.